# Halloumi
Halloumi (Grieks: χαλλούμι; Turks: hellim; Arabisch: حلوم ḥallūm) is een traditionele, ongerijpte Cypriotische kaas van koeien-, geiten- en schapenmelk. De benaming halloumi (of challoumi en varianten van die benaming) wordt wereldwijd gebruikt om grillkaas aan te duiden.
Door zijn specifieke eiwitstructuur kan deze kaas worden gegrild, gebakken of gefrituurd, waarbij hij niet smelt en een krokant korstje krijgt. In het Midden-Oosten wordt dit soort kazen ook vers gegeten.

## Productieproces
Halloumi wordt gemaakt van koeien-, geiten- en schapenmelk in wisselende verhoudingen. De melk wordt gestremd met enzymen en er wordt meestal geen of weinig zuursel gebruikt.
De kenmerkende rubberachtige consistentie ontstaat doordat de kaasmassa (wrongel) in wei opnieuw wordt verhit. De eiwitten vormen lange ketens en door de verhitting blijven er geen melkzuurbacteriën achter in de kaas.

## Herkomstbenaming
Vooralsnog (2017) is halloumi/hellim geen beschermde herkomstbenaming in Europa. Er loopt een aanvraag sinds 17 juli 2014, die pas kon worden ingediend nadat de Cypriotische producenten het eens waren geworden over de voorwaarden en samenstelling van halloumi. Door de grote internationale vraag naar halloumi voegen steeds meer Cypriotische producenten koemelk toe. Voor de toekenning van een herkomstbenaming is een maximum van 50% koemelk toegestaan. Omdat de aanvraag zowel door het Turkse als Griekse deel van Cyprus is ingediend, ziet het ernaar uit dat de Europese Unie de herkomstbenaming zal toekennen.